# European Challenge
Die European Challenge war ein Anfang der 1990er-Jahre drei Mal ausgetragenes Snookerturnier ohne Einfluss auf die Weltrangliste (Non-ranking-Turnier). Das Turnier wurde – jeweils gesponsert durch den französischen Fernsehsender Canal+ während der ersten beiden Ausgaben im Happy European Sports and Business Centre in der belgischen Stadt Waregem ausgetragen, bevor es zur letzten Ausgabe 1993 in die französische Stadt Épernay wechselte. Bei allen drei Turnieren spielten acht ausgewählte Spieler im K.-o.-System um den Titel, den 1991 Jimmy White und in den beiden folgenden Jahren der Schotte Stephen Hendry gewann. 1992 spielte der Engländer Gary Wilkinson mit einem 132er-Break das höchste Break der Turniergeschichte.

## Geschichte
Die erste Ausgabe des Turnieres fand am Anfang der Saison 1991/92 in Waregem statt, wurde von dem französischen Fernsehsender Canal+ gesponsert und bestand aus einem acht Spieler der Weltspitze umfassenden Teilnehmerfeld, das im K.-o.-System um den Titel spielte. Wie auch in den folgenden beiden Jahren belief sich das gesamte Preisgeld auf 50.000 Pfund Sterling, von denen 20.000 £ auf den Sieger entfielen. Das Finale erreichten schließlich die Engländer Jimmy White und Steve Davis, wobei White das Turnier  mit 4:1 gewann. Das höchste Break spielte dagegen John Parrott mit einem 117er-Break.
Zum Ende derselben Saison folgte am selben Ort die zweite Ausgabe des Turnieres. Erneut wurden acht Spieler zum Turnier eingeladen, die sich jedoch teils von den Teilnehmern des ersten Turnieres unterschieden. Sie bestritten das Turnier erneut ab dem Viertelfinale im K.-o.-System, sodass im Finale der Schotte Stephen Hendry mit 4:0 gegen Joe Johnson das Turnier gewann. Dagegen überbot der im Halbfinale ausgeschiedene Gary Wilkinson Parrotts Rekord für das höchste Break, als er bereits in seinem Auftaktspiel ein 132er-Break spielte.
Die dritte und letzte Ausgabe des Turnieres fand Anfang Januar 1993 im Rahmen der Saison 1992/93 im französischen Épernay statt. Sämtliche Parameter glichen denen der beiden vorherigen Ausgaben, jedoch setzte sich in diesem Falle das Teilnehmerfeld nicht nur aus Profispielern zusammen; zusätzlich zu den sieben führenden Spielern der Welt wurde der französische Amateurspieler Luc Allain eingeladen. Erneut erreichte Stephen Hendry das Finale, der sich mit einem 5:3-Sieg über Tony Drago aus Malta zum Rekordsieger des Turnieres kürte. Zwar spielte Hendry mit einem 130er-Break das höchste Break der Ausgabe, doch er verpasste damit den Rekord aus dem Vorjahr von Wilkinson. Im Anschluss daran fanden keine weitere Ausgaben statt.

## Sieger
| Jahr                                     | Austragungsort                                      | Sieger                                   | Ergebnis                                 | Finalist                                 | Sponsor                                  | Saison                                   |
| European Challenge – Non-ranking-Turnier | European Challenge – Non-ranking-Turnier            | European Challenge – Non-ranking-Turnier | European Challenge – Non-ranking-Turnier | European Challenge – Non-ranking-Turnier | European Challenge – Non-ranking-Turnier | European Challenge – Non-ranking-Turnier |
| ---------------------------------------- | --------------------------------------------------- | ---------------------------------------- | ---------------------------------------- | ---------------------------------------- | ---------------------------------------- | ---------------------------------------- |
| 1991                                     | Waregem – Happy European Sports and Business Centre | Jimmy White                              | 4:1                                      | Steve Davis                              | Canal Plus                               | 1991/92                                  |
| 1992                                     | Waregem – Happy European Sports and Business Centre | Stephen Hendry                           | 4:0                                      | Joe Johnson                              | Canal Plus                               | 1991/92                                  |
| 1993                                     | Épernay – unbekannt                                 | Stephen Hendry                           | 5:3                                      | Tony Drago                               | Canal Plus                               | 1992/93                                  |